# Blissus omani
Blissus omani är en insektsart som beskrevs av Barber 1937. Blissus omani ingår i släktet Blissus och familjen Blissidae. Inga underarter finns listade i Catalogue of Life.